# Élisa Blanc
Pour les articles homonymes, voir Blanc.
Élisa Blanc (surnommée la Mère Blanc), née Élisa Gervais le 14 avril 1883 à Polliat et morte le 23 décembre 1949 à Vonnas, est une célèbre « mère » restauratrice française. Établie à Vonnas, en Bresse, dans l'Ain, elle obtient en 1933 2 étoiles au Guide Michelin, et la distinction de « meilleure cuisinière du monde » par le célèbre critique gastronomique Curnonsky, pour sa gastronomie bressane. Sa belle fille Paulette Blanc lui succède, puis son petit-fils héritier Georges Blanc, avec 3 étoiles au Guide Michelin de 1981 à 2024, puis 2 étoiles à partir de 2025.

## Biographie

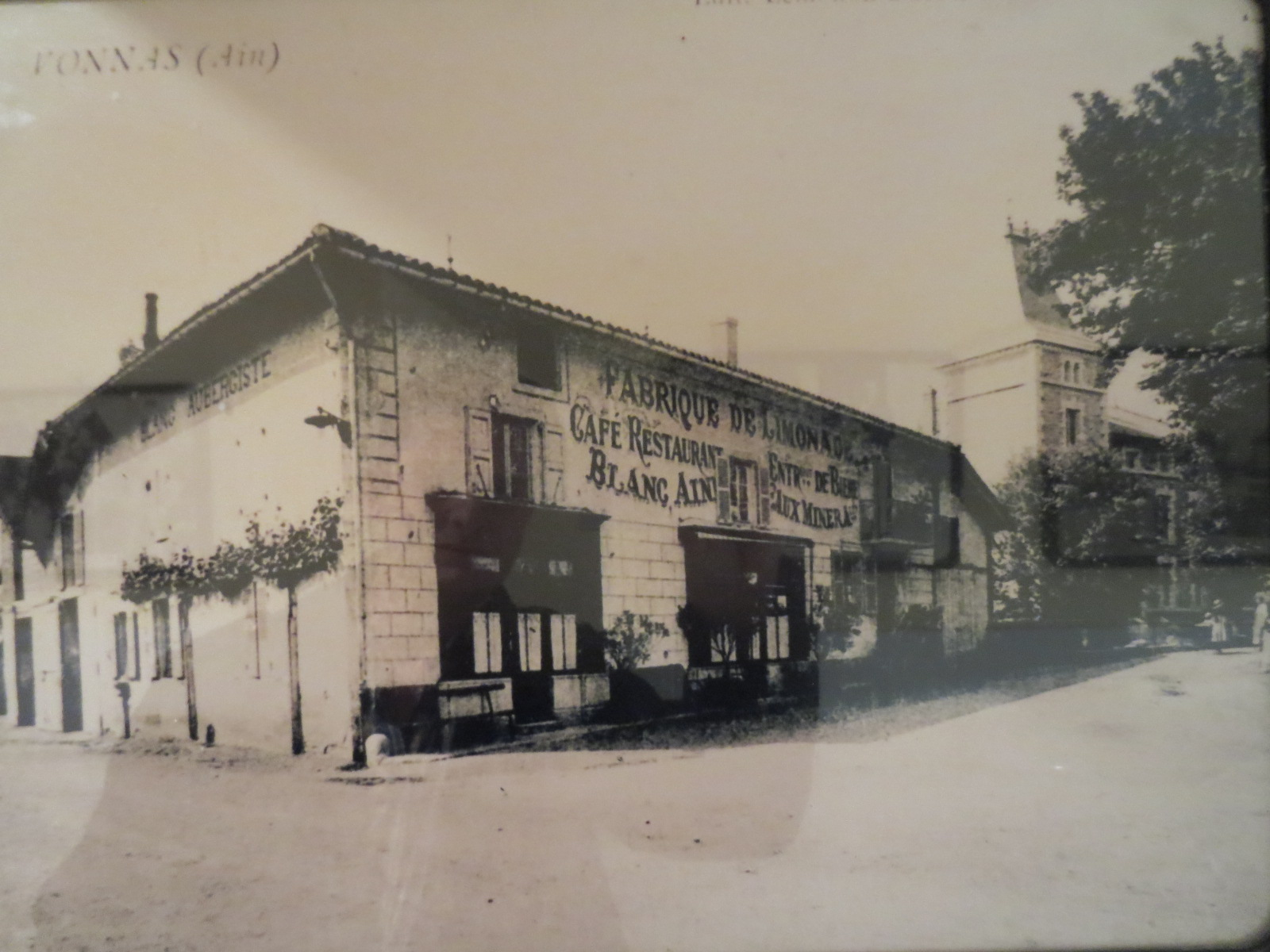
L'Auberge de la Mère Blanc en 1910.

Élisa Gervais naît le 14 avril 1883 à Polliat, à 15 km au nord-est de Vonnas. En 1902, elle épouse Adolphe Blanc, fils de Jean-Louis et Virginie Blanc, cafetier limonadier et marchand de charbon, de père en fils, installés depuis 1872 comme aubergiste sur la place du marché / champ de foire de Vonnas (ou a lieu un important marché agricole régional de volaille, à l'image du marché de Louhans). 
Le couple prend la succession de l'auberge familiale, l'année de leur mariage. Élisa s'installe aux fourneaux de sa belle mère Virginie Blanc, et porte le nom de Blanc au sommet de la gastronomie française, par son grand talent de cuisinière, sous le nom de « mère Blanc ». Elle pratique une cuisine de terroir généreuse, au beurre et à la crème, et cuisine exclusivement des produits sélectionnés du terroir bressan, volailles, poulets de Bresse à la crème, poulardes, coqs, pigeons, canards, escargots, cuisses de grenouilles et écrevisses de la Dombes aux herbes, truffes, morilles et crêpes vonnassiennes (dont elle est créatrice). Des sommités de l'époque, dont le président Édouard Herriot, sont des habitués de sa table.

## Distinctions
En 1929, le Guide Michelin lui décerne une première étoile, suivie du premier prix du concours culinaire du Touring club de France en 1930, puis d'une seconde étoile au Guide Michelin trois ans plus tard, en 1933, et du titre de « meilleure cuisinière du monde », par le célèbre prince élu des gastronomes Curnonsky.

## Création
Elle est à l'origine de la création des crêpes vonnassiennes, spécialité culinaire à base de purée de pommes de terre,, spécialité perpétuée depuis en sa mémoire, par son petit fils Georges Blanc.

## Postérité
Sa belle fille Paulette Blanc lui succède et son petit-fils, Georges Blanc, prend le relai en 1968. Il obtient une 3e étoile au Guide Michelin en 1981, mais celle-ci lui est retirée dans l'édition de 2025,,,,.